# West Malling
West Malling è una città del Kent, in Inghilterra.